# Jouke Bakker
Jouke Annes Bakker (Menaldum, 3 juli 1873 - Menaldum, 26 september 1956) was een Nederlands Tweede Kamerlid en gemeenteraadslid namens de Christelijk-Historische Unie.
Jouke was een zoon van arbeider Anne Joukes Bakker (1846-1937) & Tettje Meines de Zwart (1850-1931). Jouke was van eenvoudige komaf en werkte aanvankelijk als werkman in zijn geboorteplaats. Hij trouwde op 18 mei 1899 met Stijntje Alberda (1873-1942) en samen kregen ze vier kinderen, waarvan één vroeg kwam te overlijden. 
Hij was een vertegenwoordiger van de Friese christelijk-historischen en in 1918 dankzij voorkeurstemmen gekozen. Niet direct, maar hij werd "eerste opvolger". Nadat een van de gekozen CHU'ers werd benoemd tot minister, kon Bakker plaatsnemen in de Kamer. Afkomstig uit de kring van de Christelijke Nationale Werkmansbond, die hij mede had opgericht, en waar hij 30 jaar hoofdbestuurslid is geweest. Hij hield zich als Kamerlid met uiteenlopende onderwerpen bezig, vooral op het gebied van economische zaken, landbouw en verkeer en was een pleitbezorger van de landarbeiders. Bakker was tevens 36 jaar raadslid in zijn geboortegemeente Menaldumadeel en was actief op kerkelijk gebied. Hij vervulde diverse bestuursfuncties bij kerkelijke organisaties van Nederlands-Hervormden huize. Hij was een autodidact, die gekenschetst werd door zijn eenvoud, gemoedelijkheid en kinderlijke, blijmoedige geloof. Zijn zoon Jacob Bakker was burgemeester van Sloten en Bleiswijk.
- Biografisch Portaal: 48762020
- International Standard Name Identifier: 0000 0003 9494 9403
- Nederlandse Thesaurus van Auteursnamen: 241272408
- Parlement.com: vg09lkxp6ott
- Virtual International Authority File: 289561746
- WorldCat: E39PBJtH4gyWpKmHhr8vPYGWDq